# 杏林区
杏林区是中华人民共和国福建省厦门市历史上的一个市辖区。2003年5月，经国务院批准，杏林区核心区域——杏林街道和杏林镇划归集美区，杏林区其余部分更名为海沧区。
原杏林区地处厦门的西北部，东经集杏海堤与集美镇相接，西与东孚镇的祥露、灌口镇的浦林毗邻，北抵后溪镇，东南与海沧镇鳌冠村接壤。面积65.41平方公里，是厦门市的新兴工业区。

## 历史
1958年，杏林地域划归厦门市郊区。同年8月，中共厦门市委批准成立杏林工业区工作委员会（简称杏林工委），为市委派出的办事机构。1964年6月撤销杏林工委，成立中共杏林镇委员会。1969年7月撤镇，成立厦门市革命委员会杏林地区领导小组，为市革委会的派出机构。1973年9月，中共厦门市委、市革委会决定成立杏林工委和建委，组成筹备小组开展筹建工作。
1978年9月1日，杏林区正式设立，辖地为原集美区的杏林镇和杏林公社。1984年，撤销原杏林公社，改设杏林镇；原杏林镇改设杏林街道办事处。
1989年，国务院批准在杏林区成立海沧台商投资区。
1995年10月，原属集美区的海沧镇和东孚镇划入杏林区。
2003年5月经国务院批准，杏林区核心区域——杏林街道和杏林镇划归集美区，杏林区其余部分更名为海沧区。